# Casa Munroe–Dunlap–Snow
La Casa Munroe–Dunlap–Snow  es una casa pequeña de en Macon, Georgia. Fue construida alrededor de 1857. Parece que originalmente era una casa victoriana de cinco habitaciones.  Está incluido en el Registro Nacional de Lugares Históricos de forma individual y también como edificio contribuyente en el Distrito Histórico de Macon. Fue construido para Nathaniel Campbell Munroe, quien se destacó en Macon de varias maneras: como secretario de la Junta de Salud y de la Macon Lyceum and Library Society, como director de Macon and Western Railroad y de la Macon Manufacturing Company, como guardián de Christ Church, como "un gran contribuyente a la causa de la Confederación". Fue propietario de la casa hasta 1862.
Un propietario posterior fue el capitán Samuel S. Dunlap, líder de la Caballería del Condado de Bibb. Peter J. Bracken, ingeniero del Texas en la Gran Caza de Locomotoras, murió en la casa. 